# Versioni di Microsoft Windows
Questa pagina elenca e collega alle informazioni sulle varie versioni di Microsoft Windows, un importante sistema operativo per computer sviluppato da Microsoft.

## Versioni per PC
In questa sezione, una versione client di Windows è una versione che gli utenti finali o gli OEM possono installare su personal computer, inclusi computer desktop, laptop e workstation.
| Versione Windows                    | Nome in codice              | Data di distribuzione | Versione di commercializzazione | Edizioni | Ultima build                                                                                        | Stato del supporto |
| ----------------------------------- | --------------------------- | --------------------- | ------------------------------- | --- | --------------------------------------------------------------------------------------------------- | --- |
| Windows 11                          | Sun Valley                  | 5 ottobre 2021        | NT (Kernel Ibrido)              | | 10.0.22621.963 (13 Dicembre 2022) 10.0.22000.194 (5 ottobre 2021) 10.0.22000.376 (14 dicembre 2021) | 22H2 Fine del servizio: Home, Pro, Pro Education e Pro per Workstation 8 ottobre 2024 Fine del servizio: Enterprise, Education e IoT Enterprise 14 ottobre 2025 21H2 Fine del servizio: Home, Pro, Pro Education e Pro per Workstation 10 ottobre 2023 Fine del servizio: Enterprise, Education e IoT Enterprise 8 ottobre 2024                                                                                                   |
| Windows 10                          | Threshold, Redstone         | 29 luglio 2015        | NT 10.0                         | - Windows 10 Home - Windows 10 Pro - Windows 10 Pro for Workstations - Windows 10 Pro Education - Windows 10 Enterprise - Windows 10 Enterprise LTSC (precedentemente LTSB) - Windows 10 Education - Windows 10 IoT Core - Windows 10 IoT Enterprise - Windows 10 S Vedi Edizioni di Windows 10 | 18363 1909 (Aggiornamento di Novembre 2019) 19041 2004 (Aggiornamento di Maggio 2020) 2009 19043    | - Tutte le edizioni tranne le LTSB/LTSC: Supporto mainstream fino al 13 ottobre 2020; Supporto esteso fino al 14 ottobre 2025 - 2015 LTSB: Supporto mainstream fino al 13 ottobre 2020; Supporto esteso fino al 14 ottobre 2025 - 2016 LTSB: Supporto mainstream fino al 12 ottobre 2021; Supporto esteso fino al 13 ottobre 2026 - 2019 LTSC: Supporto mainstream fino al 9 gennaio 2024; Supporto esteso fino al 9 gennaio 2029 |
| Windows 8.1                         | Blue                        | 17 ottobre 2013       | NT 6.3                          | - Windows 8.1 - Windows 8.1 Pro - Windows 8.1 Enterprise - Windows 8.1 OEM - Windows 8.1 with Bing Vedi Edizioni di Windows 8 | 9600 (Aggiornamento dell'8 aprile)                                                                  | - Supporto mainstream fino al 9 gennaio 2018 - Supporto esteso fino al 10 gennaio 2023 |
| Windows 8                           | Jupiter                     | 26 ottobre 2012       | NT 6.2                          | - Windows 8 - Windows 8 Pro - Windows 8 Enterprise - Windows 8 OEM Vedi Edizioni di Windows 8 | 9200                                                                                                | - Non supportato dal 12 gennaio 2016 |
| Windows 7                           | Blackcomb, Vienna           | 22 ottobre 2009       | NT 6.1                          | - Windows 7 Starter - Windows 7 Home Basic - Windows 7 Home Premium - Windows 7 Professional - Windows 7 Enterprise - Windows 7 Ultimate - Windows Thin PC Vedi Edizioni di Windows 7 | 7601 (Service Pack 1)                                                                               | - Supporto mainstream terminato il 13 gennaio 2015 - Supporto esteso fino al 14 gennaio 2020 |
| Windows Vista                       | Longhorn                    | 30 gennaio 2007       | NT 6.0                          | - Windows Vista Starter - Windows Vista Home Basic - Windows Vista Home Premium - Windows Vista Business - Windows Vista Enterprise - Windows Vista Ultimate Vedi Edizioni di Windows Vista | 6002 (Service Pack 2)                                                                               | - Supporto mainstream terminato il 10 aprile 2012 - Supporto esteso terminato l'11 aprile 2017 |
| Windows XP Professional x64 Edition | N.D.                        | 25 aprile 2005        | NT 5.2                          | N.D. | 3790 (Service Pack 2)                                                                               | - Supporto mainstream terminato il 14 aprile 2009 - Supporto esteso terminato l'8 aprile 2014 |
| Windows XP                          | Whistler                    | 25 ottobre 2001       | NT 5.1                          | - Windows XP Starter - Windows XP Home - Windows XP Professional - Windows XP 64-bit Edition - Windows Fundamentals for Legacy PCs (8 luglio 2006) Vedi Edizioni di Windows XP | 2600 (Service Pack 3)                                                                               | - Supporto mainstream terminato il 14 aprile 2009 - Supporto esteso terminato l'8 aprile 2014 |
| Windows ME                          | Millennium                  | 14 settembre 2000     | 4.90                            | N.D. | 3000                                                                                                | - Supporto mainstream terminato il 31 dicembre 2003 - Supporto esteso terminato l'11 luglio 2006 |
| Windows 2000                        | N.D.                        | 17 febbraio 2000      | NT 5.0                          | Professional | 2195                                                                                                | - Supporto mainstream terminato il 30 giugno 2005 - Supporto esteso terminato il 13 luglio 2010 |
| Windows 98                          | Memphis                     | June 21, 1998         | 4.10                            | - Windows 98 - Windows 98 Second Edition (23 aprile 1999) | 2222 A                                                                                              | - Supporto mainstream terminato il 30 giugno 2002 - Supporto esteso terminato l'11 luglio 2006 |
| Windows NT 4.0                      | Shell Update Release, Cairo | 24 agosto 1996        | NT 4.0                          | Windows NT 4.0 Workstation | 1381 (Service Pack 6a)                                                                              | - Supporto mainstream terminato il 30 giugno 2002 - Supporto esteso terminato il 30 giugno 2004 |
| Windows 95                          | Chicago                     | 24 agosto 1995        | 4.00                            | - Windows 95 - Windows 95 SP1 (31 dicembre 1995) - Windows 95 OSR1 (14 febbraio 1996) - Windows 95 OSR2 (24 agosto 1996) - Windows 95 USB Supplement to OSR2 (27 agosto 1997) - Windows 95 OSR2.1 (27 agosto 1997) - Windows 95 OSR2.5 (26 novembre 1997)                                       | 950                                                                                                 | - Supporto mainstream terminato il 31 dicembre 2000 - Supporto esteso terminato il 31 dicembre 2001 |
| Windows NT 3.51                     | Sconosciuto                 | 30 maggio 1995        | NT 3.51                         | Windows NT 3.51 Workstation | 1057                                                                                                | - Non più supportato dal 31 dicembre 2001 |
| Windows NT 3.5                      | Daytona                     | 21 settembre 1994     | NT 3.50                         | Windows NT 3.5 Workstation | 807                                                                                                 | - Non più supportato dal 31 dicembre 2001 |
| Windows 3.2                         | Sconosciuto                 | 22 novembre 1993      | 3.2                             | N.D. | N.D.                                                                                                | - Non più supportato dal 31 dicembre 2001 |
| Windows for Workgroups 3.11         | Snowball                    | 8 novembre 1993       | 3.11                            | N.D. | N.D.                                                                                                | - Non più supportato dal 31 dicembre 2001 |
| Windows NT 3.1                      | Sconosciuto                 | 27 luglio 1993        | NT 3.10                         | Windows NT 3.1 | 528                                                                                                 | - Non più supportato dal 31 dicembre 2000 |
| Windows 3.1                         | Janus                       | 6 aprile 1992         | 3.10                            | - Windows 3.1 - Windows for Workgroups 3.1 (ottobre 1992) | N.D.                                                                                                | - Non più supportato dal 31 dicembre 2001 |
| Windows 3.0                         | N.D.                        | 22 maggio 1990        | 3.00                            | N.D. | N.D.                                                                                                | - Non più supportato dal 31 dicembre 2001 |
| Windows 2.11                        | N.D.                        | 13 marzo 1989         | 2.11                            | - Windows/286 - Windows/386 | N.D.                                                                                                | - Non più supportato dal 31 dicembre 2001 |
| Windows 2.10                        | N.D.                        | 27 maggio 1988        | 2.10                            | - Windows/286 - Windows/386 | N.D.                                                                                                | - Non più supportato dal 31 dicembre 2001 |
| Windows 2.03                        | N.D.                        | 9 dicembre 1987       | 2.03                            | N.D. | N.D.                                                                                                | - Non più supportato dal 31 dicembre 2001 |
| Windows 1.04                        | N.D.                        | 10 aprile 1987        | 1.04                            | N.D. | N.D.                                                                                                | - Non più supportato dal 31 dicembre 2001 |
| Windows 1.03                        | N.D.                        | 21 agosto 1986        | 1.03                            | N.D. | N.D.                                                                                                | - Non più supportato dal 31 dicembre 2001 |
| Windows 1.02                        | N.D.                        | 14 maggio 1986        | 1.02                            | N.D. | N.D.                                                                                                | - Non più supportato dal 31 dicembre 2001 |
| Windows 1.0                         | N.D.                        | 20 novembre 1985      | 1.01                            | N.D. | N.D.                                                                                                | - Non più supportato dal 31 dicembre 2001 |

## Versioni server
| Name                   | Data di distribuzione | Numero versione | Edizioni | Ultima build         | Stato del supporto                                                                                  |
| ---------------------- | --------------------- | --------------- | --- | -------------------- | --------------------------------------------------------------------------------------------------- |
| Windows Server 2022    | 18 agosto 2021        | NT 10.0         | - Windows Server 2022 Essentials - Windows Server 2022 Standard - Windows Server 2022 Datacenter | 20348.169            | - Supporto mainstream fino al 13 ottobre 2026 - Supporto esteso fino al 14 ottobre 2031             |
| Windows Server 2019    | 13 novembre 2018      | NT 10.0         | - Windows Server 2019 Essentials - Windows Server 2019 Standard - Windows Server 2019 Datacenter | 17763                | - Supporto mainstream fino al 9 gennaio 2024 - Supporto esteso fino al 9 gennaio 2029               |
| Windows Server 2016    | 12 ottobre 2016       | NT 10.0         | - Windows Server 2016 Essentials - Windows Server 2016 Standard - Windows Server 2016 Datacenter | 17134 (Version 1803) | - Supporto mainstream fino all'11 gennaio 2022 - Supporto esteso fino al 12 gennaio 2027            |
| Windows Server 2012 R2 | 17 ottobre 2013       | NT 6.3          | - Windows Server 2012 R2 Foundation - Windows Server 2012 R2 Essentials - Windows Server 2012 R2 Standard - Windows Server 2012 R2 Datacenter | 9600                 | - Supporto mainstream fino al 9 ottobre 2018 - Supporto esteso fino al 10 ottobre 2023              |
| Windows Server 2012    | 4 settembre 2012      | NT 6.2          | - Windows Server 2012 Foundation - Windows Server 2012 Essentials - Windows Server 2012 Standard - Windows Server 2012 Datacenter - Windows MultiPoint Server 2012 | 9200                 | - Supporto mainstream terminato il 9 ottobre 2018 - Supporto esteso fino al 10 ottobre 2023         |
| Windows Server 2008 R2 | 22 ottobre 2009       | NT 6.1          | - Windows Server 2008 R2 Foundation - Windows Server 2008 R2 Standard - Windows Server 2008 R2 Enterprise - Windows Server 2008 R2 Datacenter - Windows Server 2008 R2 for Itanium-based Systems - Windows Web Server 2008 R2 - Windows Storage Server 2008 R2 - Windows HPC Server 2008 R2 - Windows Small Business Server 2011 - Windows MultiPoint Server 2011 - Windows Home Server 2011 - Windows MultiPoint Server 2010 | 7601                 | - Supporto mainstream fino al 13 gennaio 2015 - Supporto esteso fino al 14 gennaio 2020             |
| Windows Server 2008    | 27 febbraio 2008      | NT 6.0          | - Windows Server 2008 Standard - Windows Server 2008 Enterprise - Windows Server 2008 Datacenter - Windows Server 2008 for Itanium-based Systems - Windows Server Foundation 2008 - Windows Essential Business Server 2008 - Windows HPC Server 2008 - Windows Small Business Server 2008 - Windows Storage Server 2008 - Windows Web Server 2008                                                                             | 6002                 | - Supporto mainstream terminato il 13 gennaio 2015 - Supporto esteso fino al 14 gennaio 2020        |
| Windows Server 2003 R2 | 6 dicembre 2005       | NT 5.2          | - Windows Small Business Server 2003 R2 - Windows Server 2003 R2 Web Edition - Windows Server 2003 R2 Standard Edition - Windows Server 2003 R2 Enterprise Edition - Windows Server 2003 R2 Datacenter Edition - Windows Compute Cluster Server 2003 (CCS) - Windows Storage Server - Windows Home Server |                      | - Supporto mainstream terminato il 13 luglio 2010 - Supporto esteso terminato il 14 luglio 2015     |
| Windows Server 2003    | 24 aprile 2003        | NT 5.2          | - Windows Small Business Server 2003 - Windows Server 2003 Web Edition - Windows Server 2003 Standard Edition - Windows Server 2003 Enterprise Edition - Windows Server 2003 Datacenter Edition - Windows Storage Server |                      | - Supporto mainstream terminato il 13 luglio 2010 - Supporto esteso terminato il 14 luglio 2015     |
| Windows 2000           | 17 febbraio 2000      | NT 5.0          | - Windows 2000 Server - Windows 2000 Advanced Server - Windows 2000 Datacenter Server | 5.0.2195             | - Supporto mainstream terminato il 30 giugno 2005 - Supporto esteso il 13 luglio 2010               |
| Windows NT 4.0         | 29 luglio 1996        | NT 4.0          | - Windows NT 4.0 Server - Windows NT 4.0 Server Enterprise - Windows NT 4.0 Terminal Server Edition | 1381                 | - Supporto mainstream terminato il 31 dicembre 2002 - Supporto esteso terminato il 31 dicembre 2004 |
| Windows NT 3.51        | 29 maggio 1995        | NT 3.51         | Windows NT 3.51 Server | 1057                 | - Non più supportato dal 31 dicembre 2001                                                           |
| Windows NT 3.5         | 20 settembre 1994     | NT 3.50         | Windows NT 3.5 Server | 3.5.807              | - Non più supportato dal 31 dicembre 2001                                                           |

## Versioni per dispositivi

### Apparecchi
| Nome                            | Data di commercializzazione | Versione di distribuzione | Un'edizione di | Venduto con                                                   |
| ------------------------------- | --------------------------- | ------------------------- | -------------- | ------------------------------------------------------------- |
| Windows RT 8.1                  | 18 ottobre 2013             | NT 6.3                    | Windows 8.1    | Tablet computer basati su ARM                                 |
| Windows RT                      | 26 ottobre 2012             | NT 6.2                    | Windows 8      | Tablet computer basati su ARM                                 |
| Windows XP Tablet PC Edition    | novembre 2002               | NT 5.1                    | Windows XP     | Microsoft Tablet PC                                           |
| Windows XP Media Center Edition | 2002, 2003, 2004 e 2005     | NT 5.1/NT 5.2             | Windows XP     | Home theater PC, network attached storage (NAS) e set-top box |

### Dispositivi mobili
I dispositivi mobili includono smartphone, tablet PC portatili e assistente digitale personale
- Windows 10
  - Windows 10 Mobile
  - Windows 10 Mobile Enterprise
  - Windows 10 IoT Mobile Enterprise
- Windows Phone
  - Windows Phone 8.1
  - Windows Phone 8
  - Windows Phone 7.8
  - Windows Phone 7.5
  - Windows Phone 7
- Windows Mobile
  - Windows Mobile 6.5
  - Windows Mobile 6.1
  - Windows Mobile 6.0
  - Windows Mobile 5.0
  - Windows Mobile 2003 SE
  - Windows Mobile 2003
  - Pocket PC 2002
  - Pocket PC 2000

### Dispositivi embedded
- Windows IoT
  - Windows Embedded 8
  - Windows Embedded Automotive
  - Windows Embedded Industry
  - Windows XP Embedded
  - Windows NT 4.0 Embedded – Abbreviato NTe, è un'edizione di Windows NT 4.0 destinata alle principali apparecchiature, distributori automatici, bancomat e altri dispositivi che non possono essere considerati "di per sé" computer. È lo stesso sistema di Windows NT 4.0 standard, ma viene fornito in un database di componenti e dipendenze, da cui uno sviluppatore può scegliere i singoli componenti per creare CD di installazione personalizzati e immagini di avvio del disco rigido. Windows NT 4.0 Embedded include il Service Pack 5.
- Windows Embedded Compact
  - Windows Embedded Compact 2013
  - Windows Embedded Compact 7
  - Windows Embedded CE 6.0 (2006)
  - Windows CE 5.0 (2005), con versione per smartphone e PDA venduti come Windows Mobile 5.0
  - Windows CE 4.2 (2004), con versione per smartphone e PDA venduti come Windows Mobile 2003 SE
  - Windows CE 4.1 (2003), con versione per smartphone e PDA venduti come Pocket PC 2003
  - Windows CE 4.0 (2002), con versione per smartphone e PDA venduti come Pocket PC 2002
  - Windows CE 3.0 (giugno 2000), con versione per smartphone e PDA venduti come Pocket PC 2000
  - Windows CE 2.12 (agosto 1999)
  - Windows CE 2.11 (ottobre 1998)
  - Windows CE 2.1 (luglio 1998)
  - Windows CE 2.0 (settembre 1997)
  - Windows CE 1.0 (novembre 1996)

## Versioni cancellate
- Windows Odyssey – una versione destinata a essere un aggiornamento per Microsoft Windows NT 5.xbase. I team che lavoravano su Neptune e Odyssey hanno unito i progetti per formare Windows XP.
- Windows Mobile 7 o Photon - originariamente un successore di Windows Mobile, era stato scartato per Windows Phone 7 con Metro UI.[2][3]
- Windows Neptune (27 dicembre 1999) – la prima versione di Microsoft Windows NT pianificata per avere un'edizione consumer, basata su di Windows 2000. Una versione è stata inviata ai tester ma non è mai stata messa in commercio.[4]
- Windows Nashville (2 maggio 1996) – conosciuto anche come Windows 96
- Cairo (29 febbraio 1996) – un vero "sistema operativo orientato agli oggetti", pianificato dopo Windows NT 4.0.
- Windows Longhorn – Progettato per essere pubblicato dopo XP ma che, dopo un lungo ciclo di sviluppo, divenne Windows Vista.